# Движение аятоллы Шариатмадари
Движение аятоллы Шариатмадари (азерб. Ayətullah Şəriətmədari hərəkatı; перс. قیام آیت الله شریعتمداری‎) — движение великого аятоллы Мохаммеда Казема Шариатмадари и его сторонников за автономию азербайджанцев в Иране.

## Предыстория
Этнические меньшинства сыграли особенно важную роль в Исламской революции в Иране по трём причинам. Во-первых, этнические меньшинства имели развитые сети связей между собой в разных местах по всему Ирану, что сделало их силой, которую было относительно легко мобилизовать для антирежимной деятельности революции. Во-вторых, этнические меньшинства были недовольны режимом Пехлеви, который подавлял их этническую культуру и предоставлял центру, где доминируют персы, преференции в экономической сфере. Наконец, у многих азербайджанских и курдских семей были родственники, которые были убиты или сосланы режимом после падения провинциальных правительств в 1946 году.

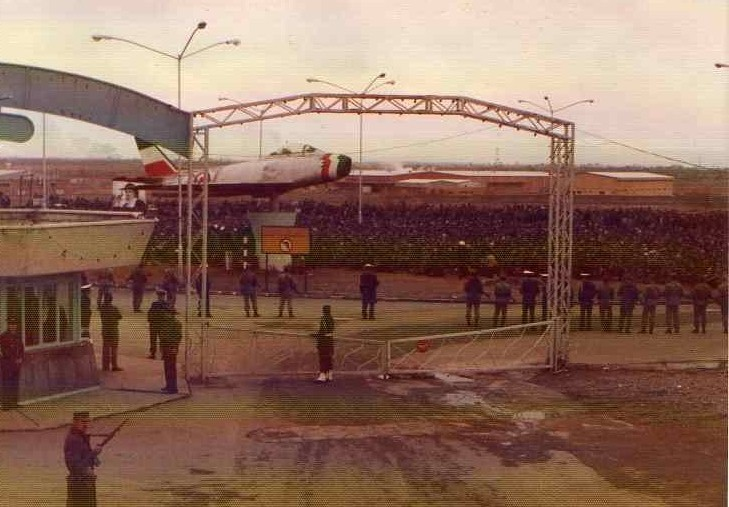
Протесты жителей Тебриза во время Исламской революции, 1979 год.

Азербайджанцы были одной из самых активных группировок, которые работали над свержением режима Пехлеви в Иране, а Тебриз был одним из центров революционной деятельности. Большинство азербайджанцев, поддержавших революцию в Иране, ожидали, что она приведёт к демократизации, и, за исключением тех, кто выступал за версию исламского правительства Хомейни, большинство верило в то, что демократизация, если и не приведёт к полной культурной автономии, то хотя бы положит конец запрету на культуру и язык этнических меньшинств. Одним из факторов, способствовавших ранней широкой поддержке революции среди азербайджанцев, была их массовая миграция из деревень в крупные города азербайджанских провинций и в Тегеран в 1960-х и 1970-х годах. В то время наибольший процент мигрантов в городские центры Ирана прибыл из азербайджанских провинций, где высокий уровень рождаемости и отсутствие новых рабочих мест создавали избыточную рабочую силу. Многие из этих мигрантов жили в тяжёлых условиях в трущобах, примыкающих к Тегерану и Тебризу, в которых не было поддержки и ограничений традиционных деревень, которые они покинули. Дети, рождённые в трущобах, ещё больше отдалились от традиций родительского дома. В этих условиях мигранты были мобилизованы на революционную деятельность. Кроме того, в населённом преимущественно персами центре страны, многие азербайджанцы впервые столкнулись с обращением как с гражданами второго сорта и оскорблениями со стороны персов, что способствовало их отчуждению от режима. Государственная политика Пехлеви по экономической дискриминации периферии, и особенно Азербайджана, также как и подавление культуры этнических меньшинств способствовала поддержке революции среди азербайджанцев. Однако, хотя азербайджанцы составляли значительную часть революционных активистов, а Тебриз был центром антишахских демонстраций, азербайджанцев можно было найти в ядре режима Пехлеви.

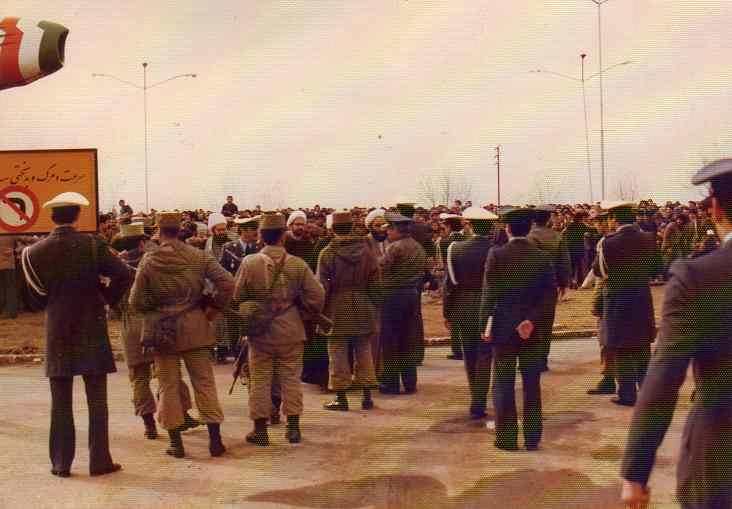
Переговоры с лидерами протестующих во время Исламской революции в Тебризе, 1979 год.

Тебриз, с самым большим азербайджанским населением в Иране, был центром революционной активности, которая ускорила падение режима Пехлеви. Азербайджанцы воспользовались ослаблением власти режима над их деятельностью, чтобы выразить этническую идентичность и выдвинуть требования, основанные на этнической принадлежности, и многие публикации появились на азербайджанском языке. Тебризский университет был центром наиболее агрессивной антиправительственной деятельности в этот период. Начиная с декабря 1977 года студенты подняли волну протестов против режима Пехлеви. 5 декабря студенты собрались у входа в университет и кричали по-азербайджански: «Мы требуем демократии!» и «Мы требуем свободы!». Студенты выбрали 12 декабря (21 Азара по иранскому календарю) для организации одной из своих самых важных демонстраций. Эта дата имеет важное значение для азербайджанцев, так как она служит напоминанием как о дне установления, так и дне падения Регионального Правительства Азербайджана в Иране в 1945—1946 годах соответственно. Несмотря на то, что большинство их лозунгов отстаивали общие цели иранцев, выбор даты демонстрирует их азербайджанское самосознание и важность, которую они придавали борьбе своих предшественников. Чувствительный к любым признакам этнической политической деятельности, режим Пехлеви написал в газете «Эттелаат», что демонстрация состоялась 19 декабря.

Великий аятолла Мохаммед Казем Шариатмадари, март 1982 года.

Антиправительственные демонстрации в Иранском Азербайджане не ограничились Тебризом. В феврале 1978 года студенты провели ряд демонстраций в Университете Резайе (Урмия). В течение 1978–1979 годов азербайджанские ашуги часто появлялись в автобусах в Иране, пропагандируя революцию своими стихами. В Тебризе деятельность против шахского режима вступила в новую фазу 18 февраля 1978 года. В ответ на убийство примерно 162 демонстрантов в Куме 9 января, аятолла Шариатмадари призвал население Ирана к забастовке на сороковой день траура по жертвам. Демонстрации были проведены по всей стране, но протест в Тебризе был наиболее ожесточенным и сопровождался насилием. За инцидентами в Тебризе последовала череда волнений по всему Ирану, которая усиливались, поднимая уровень конфронтации с режимом Пехлеви. Демонстрация в Тебризе положила начало сорокадневному циклу подобных мероприятий по всему Ирану в ознаменование «Тебризской резни». После восстания в Тебризе антишахская активность вспыхнула по всему Ирану. Это было одним из катализаторов, разрушивших контроль над режимом Пехлеви. В Тегеране азербайджанские базаари сыграли важную роль в организации забастовки на базаре в знак протеста против убийств в Куме. Азербайджанцы опубликовали заявление в поддержку забастовки, игнорируя указания аятоллы Хонсари, самого высокопоставленного религиозного лидера Тегерана в то время, который возражал против такой акции. Однако главный этнический азербайджанец аятолла Шариатмадари призвал к протесту.
13 апреля 1978 года главный муниципальный базар в Тебризе закрылся в знак солидарности с демонстрацией студентов Тебризского университета, где был убит студент. 8 мая в университете прошла очередная демонстрация, в ходе которой в столкновениях с силами безопасности был убит ещё один студент, а 22 получили серьёзные ранения. Большинство преподавателей и сотрудников университета поддержали студенческие протесты. Многие азербайджанцы пришли в ярость во время траура. 10 мая 1978 года правительственные силы нарушили традиционно уважаемое право на убежище в домах религиозных лидеров. Они преследовали группу протестующих и застрелили двух студентов-теологов в доме аятоллы Шариатмадари в Куме. Одна из крупнейших демонстраций революции прошла 10 декабря в Тебризе; в этой демонстрации участвовало 700 000 человек. В тот же день крупные демонстрации прошли также в Ардебиле и Зенджане. 18 декабря в Тебризе к демонстрации, в которой приняли участие 15 000 протестующих, присоединились солдаты Тебризского гарнизона, чья работа заключалась в подавлении демонстраций. Затем к демонстрациям присоединились дополнительные солдаты. 8 января 1979 года в Тебризе вспыхнули жестокие демонстрации, демонстранты подожгли многие общественные здания. Шах Мохаммед Реза Пехлеви покинул страну 16 января.

## Ход событий

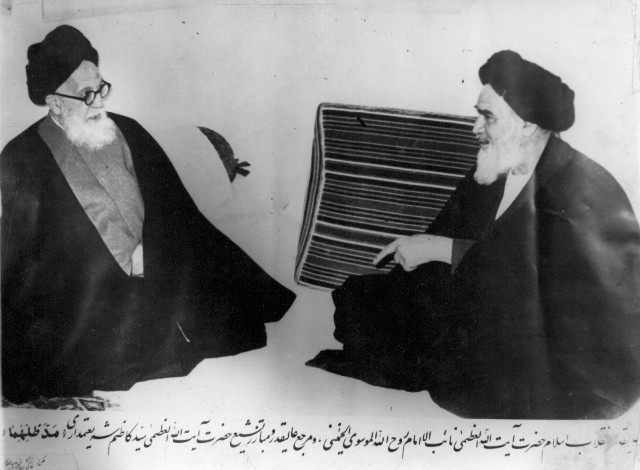
Аятолла Шариатмадари с аятоллой Хомейни, 1979 год

Как и в прошлом, члены этнических групп были склонны следовать и принимать мнения аятолл, принадлежащих к их собственному этносу. В революционный период многие традиционные и светские азербайджанцы очень уважали аятоллу Мохаммеда Казема Шариатмадари. Аятолла Шариатмадари не был частью нового режима и не стремился занимать политическую позицию в Исламской республике. Он считал, что священнослужители не должны становиться профессиональными политиками, а должны давать им советы и помогать. Спор о желаемой роли духовных лиц в политике и степени централизации режима был основным вопросом, разобщавшим аятоллу Шариатмадари и аятоллу Хомейни. Очевидно, что в противодействии централизации режима в Иране на Шариатмадари, как на азербайджанца, который провёл большую часть жизни в азербайджанской провинции, оказало влияние его прошлое.
В апреле 1979 года в Тебризе возникло общество защиты прав и свобод народов Азербайджана. К числу её требований относились предоставление всех национальных прав азербайджанцам, объединение Западного и Восточного Азербайджана в единую административную единицу, создание автономной власти с правом решать местные финансовые и культурные вопросы. Великий аятолла Шариатмадари был противопоставлен правящей религиозной элите в Тегеране. Пока лидер исламской революции аятолла Хомейни находился в эмиграции, он считался главным религиозным авторитетом в Иране. Большая часть верующих азербайджанцев относилась к числу его последователей. Разногласиями между Хомейни и Шариатмадари попытались воспользоваться азербайджанские националисты. Последнего поддерживала группа «Пишгаман» («Разведчики»), образовавшаяся в Тебризском университете. Она состояла из студентов и рабочих, пытавшихся установить в Южном Азербайджана местную автономию.
Через неделю после того, как сторонники Хомейни основали Исламскую республиканскую партию, 25 февраля 1979 года соратники аятоллы Шариатмадари учредили Мусульманскую народно-республиканскую партию (МНРП, известную как Халг или Халг-е Мусульман). Эта партия поощряла членство представителей всех этнических групп, но состояла в основном из жителей азербайджанских провинций и азербайджанских базаари из Тегерана. Программа партии МНРП призывала к автономным правам национальных меньшинств в рамках единого Ирана. Она считала, что в разных эялетах (крупных провинциях) в Иране должны быть свои парламенты. Официальная газета МНРП «Халг-е Мусульман» издавалась на персидском языке, но несоразмерно освещала вопросы, связанные с Азербайджаном. Целью руководства партии было выполнение задач для всего Ирана, но МНРП была наиболее активна в азербайджанских провинциях и сосредоточена на вопросах, связанных с децентрализацией режима в Иране. Эта партия состояла из людей с разными политическими ориентациями, в том числе из некоторых либеральных групп, объединённых преимущественно азербайджанским происхождением, которые чувствовали себя защищёнными от преследований под исламским прикрытием организации. МНРП учредила отделения в большинстве городов и сёл в провинциях Азербайджана.
Отношения между аятоллой Шариатмадари и основателями МНРП были очень тесными, и, фактически, сын Шариатмадари, Хасан, был одним из её лидеров. Аятолла Шариатмадари и движение объединились в своей борьбе против велаят-э фагиха — централизации всей государственной власти вокруг одного верховного лидера. Движение не подчинялось приказам аятоллы Шариатмадари, он же не пытался управлять партией. Оно действовало децентрализованно, о чём свидетельствуют выборы в Совет экспертов. Совет экспертов был избран в августе 1979 года для разработки проекта конституции Исламской Республики. Участие в выборах в Совет экспертов было предметом разногласий между аятоллой Шариатмадари и МНРП. Шариатмадари утверждал о необходимости бойкотировать выборы, поскольку он выступал против того, чтобы, вместо всего избранного совета, проект конституции разрабатывал комитет. Местное отделение МНРП в Азербайджане считало важным участие в разработке конституции, особенно для обеспечения того, чтобы конституция гарантировала региональные права. Как децентрализованная партия, отделение МНРП в Азербайджане могло принимать собственное решение и выдвигать кандидатов. Представители МНРП из Азербайджана были единственными избранными делегатами в Совет экспертов, которые не принадлежали к партии Хомейни. Это показывает, что взгляды преобладающие в азербайджанских провинциях сильно отличались от остальной страны.
Когда был созван Совет экспертов, азербайджанское отделение МНРП продвигало идею создания Совета провинций (Меджлис-э эялат) как части Меджлиса в Тегеране. В сентябре 1979 года организация МНРП в Азербайджане, Объединённая народная партия Азербайджана, призвала к созданию парламентского органа для представления провинций. Мугаддам Марагаи, руководящий представитель из Азербайджана, представил на Совете экспертов предложение:

Создание Совета провинций и Совета народов (халг) Ирана поможет предотвратить концентрацию всей власти в руках центрального правительства и ослабит полномочия центральных провинций по принятию решений. Создание такого института поможет добиться реального равенства между народами (халг) Ирана.
Это заявление отражает стремление к расширению представительства провинций и меньшинств в Иране, а также стремление азербайджанцев к расширению полномочий по принятию решений в провинциях.

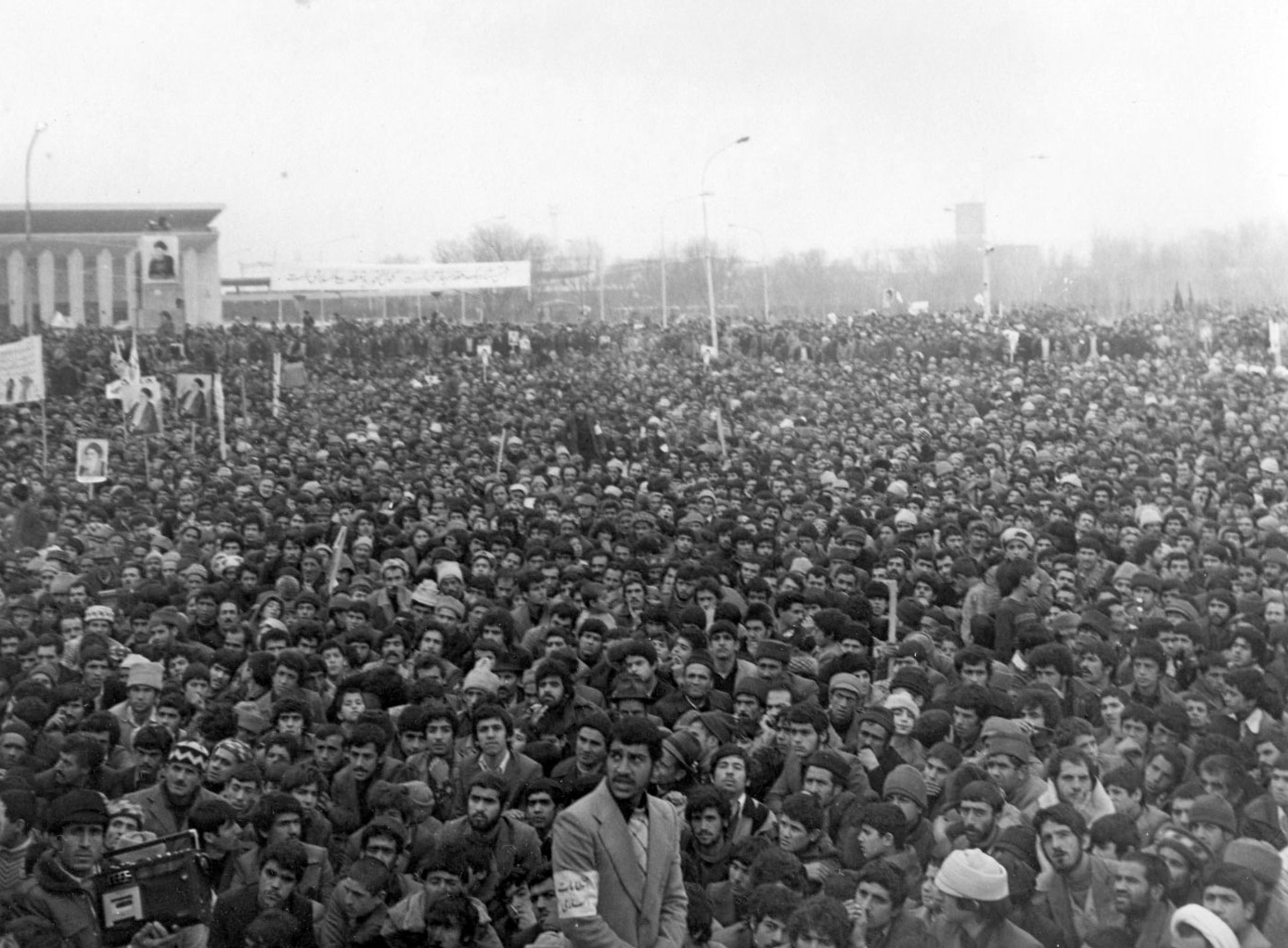
Массовая демонстрация сторонников аятоллы Шариатмадари в Тебризе, 1979 год

Степень политической мобилизации по этническому признаку в этот период иллюстрируется подавляющей поддержкой, которую азербайджанцы оказывали аятолле Шариатмадари на протяжении 1979 года в отношении основных вопросов его противостояния с Хомейни. Эта конфронтация достигла апогея по вопросу о проекте конституции Исламской Республики. Шариатмадари считал, что централизация власти в руках велаят аль-фагих узурпирует суверенитет народа, и призвал к предоставлению местных прав. Зная о возражении Шариатмадари против централизации власти в новой конституции и, предположительно, из-за того, что чрезмерная централизация власти противоречила интересам азербайджанских провинций, большинство азербайджанцев, наряду с большинством других крупных неперсидских этнических групп, бойкотировали референдум по конституции, состоявшийся 2 декабря 1979 года. К концу 1979 года, стало ясно, что новый режим Хомейни не собирался предоставлять автономию азербайджанцам.
Несмотря на несогласие аятоллы Шариатмадари с конституцией, радио распространило от его имени объявление утверждающее, что он издал фетву о голосовании в её пользу на запланированном референдуме. Когда общественность узнала об обмане, она пришла в ярость. 2 декабря 1979 года в Тебризе прошла большая демонстрация, на которой протестующие заявили о несправедливом обращении с азербайджанцами в средствах массовой информации и назвали референдум «сфальсифицированным». 5 декабря азербайджанцы со всей провинции и за её пределами устремились в Тебриз, чтобы принять участие в демонстрации, которую МНРП организовывала на следующий день. 5 декабря на дом аятоллы Шариатмадари в Куме было совершено нападение, и один из его охранников был убит. Это нападение произошло после неоднократных требований правительственных чиновников отменить демонстрацию 6 декабря, что позволяет предположить то, что оно могло быть заказано правительством, чтобы запугать Шариатмадари и заставить МНРП согласиться с требованиями правительства. Массовая демонстрация 6 декабря превратилась в протест не только против новой конституции, но и против нападения на дом Шариатмадари. Демонстранты напали на вышку связи в Тебризе, транслировавшую Радио Тебриз, которое было источником вводящей в заблуждение передачи, и взяли её под контроль.
Требования демонстрантов и интенсивность их действий показывают, что проблема конституции и нападение на Шариатмадари лишь спровоцировали их антиправительственную активность. Их требования отражали два вопроса, которые были предметом разногласий между правительством и представителями азербайджанцев летом 1979 года: местный контроль над назначением должностных лиц в азербайджанской провинции и влияние на местные СМИ. Протестующие заняли символы этих двух проблем: центр радио и телевещания, а также офис и резиденцию губернатора провинции. Кроме того, протестующие получили контроль над гражданским аэропортом, а армейские силы, дислоцированные в Тебризе, отказались им противостоять. Повстанцы получили поддержку военно-воздушных сил в Тебризе, а солдаты в военной форме участвовали в трёх демонстрациях в поддержку аятоллы Шариатмадари. Восстание быстро распространилось за пределы Тебриза, и азербайджанские оппозиционные силы заполучили контроль над многими правительственными объектами в азербайджанских провинциях, например, в Урмие и Ардебиле. Филиалы МНРП в Урмие и других городах выразили поддержку восстанию и Шариатмадари в его противостоянии с Хомейни. Некоторые жители Урмии, следуя примеру действиям в Тебризе, попытались захватить коммуникации, но в последний момент были предотвращены. В городе Герми, недалеко от Ардебиля, местные силы захватили все правительственные объекты, включая местную тюрьму; они освободили всех заключённых, а вместо них посадили в тюрьму всех местных Стражей исламской революции.
В ряде случаев повстанцы подчеркивали желание народа контролировать дела провинции. Например, в коммюнике, зачитанном по радио, МНРП призвала к отстранению представителей как аятоллы Хомейни, так и генерал-губернаторства в Азербайджане. В документе также содержался призыв «уважать права азербайджанского народа, как и курдов». Во время демонстраций в Тебризе, на некоторых официальных баннерах МНРП был изображён лозунг «самоопределение народам Ирана». По словам очевидца, участвовавшего в демонстрациях, эти баннеры были изготовлены профессионально, что свидетельствует о том, что это была одна из сформулированных целей МНРП. Интересно, что баннер был напечатан на персидском языке. Очевидец считает, что это было сделано для того, чтобы получить в этой борьбе поддержку других этнических меньшинств, в основном курдов. Участники демонстраций рассказывали, что все речи были на азербайджанском языке, и любой, кто пытался выступать на персидском языке, кроме неазербайджанцев, выражавших поддержку восстанию, подвергался крикам и освистыванию.
Пока повстанцы контролировали вышку связи, они разрешили ряду политических групп сделать заявления. Одна из них призвала к тотальному контролю над провинцией 7 декабря и объявила о создании провинциального совета, который будет отвечать за дела Восточного Азербайджана, призвав всех должностных лиц подчиняться их приказам. Мятеж получил серьёзный удар 6 декабря, когда аятолла Хомейни нанёс визит в дом Шариатмадари, который был представлен извне как миссия примирения. Однако во время этого визита Хомейни пригрозил Шариатмадари, заявив, что Исламский революционный совет решил, что, если сторонники Шариатмадари не покинут башню связи в течение суток, Тебриз подвергнется бомбардировке. В то же время Стражи Революции вошли в Тебриз на вертолёте, создав себе базу в Тебризском университете, который в то время контролировался левыми азербайджанцами, которые преимущественно поддерживали аятоллу Хомейни во время этого противостояния. Аятолла Шариатмадари опасался, что Тебриз станет «вторым Курдистаном». Попытка режима подавить там мартовское восстание привела к массовой резне курдов. Таким образом, Шариатмадари, в характерной ему манере, решил избежать кровопролития и предотвратить конфронтацию между своими сторонниками и режимом; он призвал их прекратить демонстрации и покинуть вышку и правительственные здания. Призыв Шариатмадари покинуть вышку был представлен общественности как часть компромисса, достигнутого с Хомейни, который позволял азербайджанцам усилить контроль над местными делами и одобрения Шариатмадари всех основных назначений в провинции. Однако то, что соглашение, предоставило Шариатмадари контроль над назначениями в провинции, по-видимому демонстрирует отсутствие какого-либо соглашения: Шариатмадари был категорически против прямого участия духовенства в политике и, таким образом, не стал бы требовать такой роли для себя.
Главной заботой Шариатмадари было избежать кровопролития. Тем не менее он обдумывал конфронтацию с режимом, но в конце концов решил, что шансы Азербайджана поддержать восстание невелики, тем более что Азербайджан не имел таких географических объектов как горы, которые помогли бы поддержке подпольных движений. По просьбе Шариатмадари, 9 декабря демонстранты передали контроль над коммуникационной вышкой и другими правительственными сооружениями сторонникам Хомейни. После повторной занятия зданий правительственные силы приступили к нападению на офисы МНРП в Азербайджане и арестовали многих её активистов. Хотя население провинции не знало об истинном характере разговора между Шариатмадари и Хомейни, оно вскоре поняло, что Хомейни не намеревался соблюдать сделку, заключенную с повстанцами, и что они напрасно покинули правительственные сооружения и вышку связи. Последовал новый цикл насилия между повстанцами и правительственными войсками, когда повстанцы восстановили контроль над коммуникационной вышкой; в течение декабря 1979 года и начала января 1980 года контроль над башней несколько раз переходил из рук в руки, но в целом азербайджанские повстанцы брали верх. В течение первой недели конфликта солдат, дислоцированный за пределами Тебриза, который сочувствовал партии Туде (которая поддержала Хомейни во время восстания), вывел из строя передатчик связи в Бонабе, воспрепятствовав передаче сигнала с вышки в Тебризе, и сделав контроль над ней практически бесполезным. МНРП утратила основные средства связи с народом Азербайджана и, следовательно, способность легко мобилизовать и организовывать их. Это был значительный удар по импульсу восстания.
Тем не менее 13 декабря в Тебризе более 700 000 человек вышли на демонстрацию в поддержку Шариатмадари. Демонстранты отвергли новую конституцию и потребовали освобождения азербайджанских диссидентов, удерживаемых правительством, и вывода неазербайджанских вооружённых сил из провинции. 27 декабря девять Стражей исламской революции были взяты в заложники в Тебризе сторонниками аятоллы Шариатмадари. Впоследствии 2 января они были освобождены. Хомейни был вынужден послать солдат из-за пределов Азербайджана, чтобы подавить восстание. Основные объекты в Тебризе несколько раз переходили из рук в руки на короткие периоды, но повстанцы фактически контролировали их более пяти недель. Когда радио находилось под контролем гвардейцев Хомейни, транслировались сообщения священнослужителей азербайджанского происхождения, таких как аятолла Мусави-Ардебели. Это показывает, что они понимали, что этнический вопрос важен для протестующих, и поэтому имело смысл вести трансляцию на азербайджанском языке. Бои между азербайджанскими демонстрантами и Стражами исламской революции продолжались и усилились во второй неделе января. Вскоре после того, как 12 января в Тебризе были казнены одиннадцать лидеров МНРП, а офисы партии были заняты Стражами исламской революции, столкновения резко обострились. 19 января были арестованы двадцать пять офицеров ВВС и унтер-офицеров с авиабазы Тебриза, которых режим обвинил в поставках оружия МНРП и заговоре с целью свержения режима. Правительство продолжало преследовать тех, кто, по его мнению, принимал участие в восстании, а также устраняло других противников. Дополнительные казни активистов МНРП произошли 22 мая 1980 года.
|                                                                              |  |
| Аятолла Мохаммед Казем Шариатмадари с членами МНРП в Куме, январь 1980 года. |  |

Аятолла Шариатмадари не уступил требованиям Хомейни официально распустить МНРП. Шариатмадари ответил цинично, заявив, что в этом нет необходимости при существующей правительственной политике, которая может «сама объявлять все политические партии вне закона, постепенно клеймя их американскими, сионистскими и антиреволюционными», имея в виду попытки правительства оклеветать МНРП с помощью этих ярлыков. По словам высокопоставленного активиста МНРП, после закрытия офисов партия не пыталась возобновить свою деятельность в Иране, поскольку не верила в подпольную борьбу с режимом, а только в открытую политическую деятельность. МНРП официально не была расформирована. События декабря 1979 года стали поворотным моментом для многих азербайджанцев в их отношении к Исламской республике. Те, кто ожидал, что революция положит конец запрету на их язык и культуру, осознали, что были чрезмерно оптимистичны. Азербайджанцы, особенно пожилые и консервативные, которые очень уважали аятоллу Шариатмадари, видели его отчужденным и униженным новым режимом, и многие испытывали недовольство правительством. После подавления восстания, многие азербайджанцы отказались участвовать в выборах в национальные институты Ирана, очевидно, потеряв веру в свою способность влиять на них.

## Последствия

Аятолла Шариатмадари за несколько дней до кончины в больнице Мехрад, март 1986 года.

После декабря 1979 года аятолла Шариатмадари наложил на себя публичное молчание и прекратил давать интервью и делать публичные заявления. Он продолжал ежедневно принимать в Куме сотни посетителей, большинство из которых были его последователями из Азербайджана. Шариатмадари поддерживал военные действия против Ирака до тех пор, пока они затрагивали защиту границ Ирана, но когда Хомейни не закончил войну даже после того, как иракские войска были изгнаны с иранской территории, Шариатмадари стал говорить своим последователям что он против войны. Хомейни, очевидно, воспринял это как угрозу и в апреле 1982 года сфабриковал участие Шариатмадари в заговоре против режима. Шариатмадари слышал о намерениях заговорщиков, но предположил, что если он знал об этом, то, очевидно, власти также знали об этом, поэтому он не сообщил об услышанном. Более того, идея о том, что Шариатмадари активно пытался бы взять власть у Хомейни, была полностью несовместима с его твердым главным убеждением, что духовные лица не должны занимать политические должности, а должны направлять политиков. Ещё одним свидетельством того, что Шариатмадари не участвовал в заговоре, были частые жалобы многих азербайджанских активистов на их разочарование в последовательном нежелании Шариатмадари противостоять Хомейни и предпринимать политические действия.
Хомейни использовал инцидент с заговором как предлог для лишения Шариатмадари должности великого аятоллы, и публично унизил его, оставив его под домашним арестом и без надлежащей медицинской помощи до самой его смерти в апреле 1986 года. В ответ на лишение Шариатмадари титула и его арест, сторонники в Тебризе провели демонстрацию и бунт 20 апреля 1982 года. В то время многие азербайджанские последователи приехали из Тебриза в Кум, чтобы заявить о своей готовности защищать его. Шариатмадари сказал им вернуться в Азербайджан и не действовать в его защиту. Большинство азербайджанцев в Иране обвиняют Хомейни в смерти Шариатмадари, поскольку ему часто отказывали в медицинской помощи. Но даже если действия Хомейни мало повлияли на смерть Шариатмадари, тот факт, что азербайджанцы винят Хомейни, отражает их отношение к режиму.